# Metalheadz
Metalheadz es un sello discográfico pionero de drum and bass de Inglaterra. Fundado en 1994 por Kemistry & Storm y Goldie, ha acogido en su seno a los artistas más significativos del género.
El catálogo de Metalheadz incluye a la mayor parte de las figuras que ha dado el estilo durante su historia, habiendo publicado en él artistas como Photek, Dillinja, Adam F, Grooverider, Doc Scott, Peshay, Alex Reece, Wax Doctor, Source Direct, J Majik, Lemon D, Hidden Agenda, Commix, Ed Rush y Optical.